# 조무
조무(祖茂, ? ~ ?)는 중국 후한 말 손견 휘하의 무장이다. 손견이 사지에 몰렸을 때 손견인 척 변장하여 손견을 구했다.

## 생애
190년(초평 원년) 반동탁 연합군에 가담한 손견이 남양군 노양현(魯陽縣, 지금의 허난성 루산 현)에서부터 하남윤 양현(梁縣, 지금의 허난성 루저우시)의 동쪽으로 북진했다가 동탁군의 서영에게 크게 깨지고 수십 기만을 몰아 탈출하였다. 손견은 늘 붉은 융단 두건을 썼는데 이를 측근인 조무에게 씌웠다. 동탁군이 조무가 손견인 줄 알고 앞다투어 추격한 덕분에 손견은 가까스로 목숨을 건졌다. 조무는 한참을 달리다 말에서 내려 무덤 사이에서 타다 남은 기둥 같은 것에 두건을 걸어두고 풀숲에 엎드려 숨었다. 동탁군이 수 겹으로 포위하고 가까이 접근해서야 속은 것을 알고 돌아갔다. 이후의 행적은 기록이 없어 알 수 없다.

## 삼국지연의
사서가 아닌 소설 《삼국지연의》에서는 자는 대영(大榮), 오군 부춘현(富春縣) 출신에, 쌍검을 다루는 것으로 설정하였다. 정보, 황개, 한당과 세트로 등장한다. 사수관으로 진격한 손견은 원술이 군량을 대주지 않아 화웅에게 패하고 쫓긴다. 조무가 사서와 비슷한 전개로 손견을 살린다. 속은 것을 깨달은 화웅이 두건을 들어올릴 때 조무가 수풀에서 뛰쳐나와 덮치지만 실패하고 단칼에 죽는다.

## 참고 문헌
- 《삼국지》46권 오서 제1 손견